# Sphaeriodesmus golondrinensis
Sphaeriodesmus golondrinensis är en mångfotingart som beskrevs av Shear 1974. Sphaeriodesmus golondrinensis ingår i släktet Sphaeriodesmus och familjen Sphaeriodesmidae. Inga underarter finns listade i Catalogue of Life.